# 203. pehotni polk (Avstro-Ogrska)
Za druge 203. polke glejte 203. polk.
203. pehotni polk je bil pehotni polk Avstro-ogrske skupne vojske.
Polk je bil ustanovljen spomladi 1918 s preimenovanjem dotedanjega 103. pehotnega polka, pri čemer so polkovno moštvo sestavljali vojaki, ki so imeli različne očesne infekcije; posledično je enota dobila vzdevek Trachomformation (očesna formacija).